# 赤の女神
赤の女神（英:Red Goddess）、は、テーブルトークRPG『ルーンクエスト』の背景世界グローランサに登場する架空の神性。セデーニア（Sedenya）の神名でも呼ばれる。

## 概要
神話時代に殺されていたが、太陽暦（S.T.=Solar Time、作中の暦法）1222年に当時の頑迷な長老達の支配を嫌った一部の英雄達の手によって人間―ルフェルザ（Rufelza）という名の女児―として再び生を受ける。
彼らの庇護の元ルフェルザは見る見るうちにかつての神の力を取り戻し、『青の城の戦い』にてついにオーランスを打ち破り、正式に神々の一員に迎え入れられることになった（この事により、オーランスを信奉する蛮族たちからは女神はシェペルカート（Shepelkirt）―彼らの言葉で『毒の血』を意味する―と呼ばれるようになった）。
1247年、女神が天に昇るとき彼女はその足元の大地をひとかけら、中空の彼女の領地へと持ち去った。この大地のかけらこそ、今見ることのできる赤い月であり、その跡が彼女の息子、赤の皇帝のしろしめすルナー帝国の首都、グラマー市郊外に広がるクレーターである。
彼女の教えは寛容と中庸であり、グローランサの他の宗教圏では見られない『啓発』（illumination）と呼ばれる独特の倫理観を持つ。これは『物事の判断の基準は最終的には個々人の心の中にしかない』という悟りを一種の禅問答とともに啓いていくものであり、既存の非ルナー勢力にとっては伝統的な規律や価値観を破壊する悪魔の教えの様に思われている。
1970年代当時、アメリカ西海岸でもヒッピー文化と絡んで流行を見せていた禅宗の教えを、ヒッピー経験もある作者のグレッグ・スタフォードらが取り入れ、東洋的で神秘的、深遠で不可解な哲学を持つ新鮮な敵役像を作り上げたものといえる。
この独特の世界観に基づき、他地域では邪悪な禁忌と恐れ忌避される混沌でさえも有用なら使役する帝国の指針と啓発の教えに、非ルナー諸部族からは疑いの目で見られるのが常である。

## 赤い月
帝国首都グラマーの上空に静止する天体で、赤く輝く光は銀色の影を落とし、不可思議なことに帝都から遠く離れた地点からは地平線にかかるほど低く大きく、近付くにつれて高く小さく見えるようになるという。赤の女神そのものであると同時に、七母神らを含むエギと呼ばれる半神が集い、時として帝国の対内/対外政策上の最重要人物が招かれることもある、真の王宮とも言える。この月の宮殿に集う“エギの評議会”の決定がグラマー市に坐す赤の皇帝に伝えられ、帝国の重要な国策に影響を与えていると言われる。

## グローライン
神話時代に殺されてから再び甦ったため、大いなる盟約に従って、女神は生と死を7日周期で繰り返している。これがグローランサにおける月の満ち欠けの由来であり、彼女にその源を持つルナー魔術の多くは、月の満ち欠けによってその威力を増減する。
この魔術的不利益をカバーするため、『昇月の女神』ヤーラ・アラーニスのカルトが帝国全域に張り巡らせている魔術的結界が『グローライン』である。『昇月の寺院』を基点とするグローラインの内部では赤い月は常に満月の状態が続いており、その加護の元でルナー魔術は最大の効果をあげることができるようになる。

## ルナー神殿の神々
赤の皇帝
女神の息子でもある皇帝はその称号を“ターケンエギ（エギ達の長）”と言う。事故や戦争で殺されることはあっても自然に死ぬことはない不死の存在で、皇帝が死ぬ度に全く同じ外見、性格をした次代皇帝が“エギの評議会”から派遣され、前皇帝の政策を引き継ぐ形で政治を司ってきた。ために建国来の数百年を、ただ一人の支配者が統治しているような印象を内外に与えている。
七母神（Seven Mothers）
赤の女神を蘇らせた7人の英雄。赤の女神によって神の座に迎えられた。七母神という単独の神性としても、個別の英雄神としても崇拝を受ける、帝国内でもっとも一般的な神々である。
ヤーナファル・ターニルズ（Yanafal Tarnils）
雄羊なる戦士。帝国第一の軍神として軍高官の帰依が篤い。もともとはフマクトの神官戦士であった。
このカルトでは直剣ではなく、シミターなどの曲刀を使う（月の象徴の一つとして三日月を模しているから）。
イリピー・オントール（Irrippi Ontor）
茶色の賢者。学者あるいは官僚組織の神として知られる。人間であったころはランカー・マイの賢者として知られた。
ジャーカリール（Jakaleel The Witch）
魔女。帝国魔術院などの魔道士たちの神。ゾラーク・ゾラーンの信徒であったとされる。
ダンファイヴ・ザーロン（Danfive Xaron）
赤の女神復活の儀式においてティーロ・ノーリの誘拐を担当するなど凶悪な人物だったが、赤の女神の教えに触れて改心した。どのような罪びとにも女神の救いの手は与えられる、という象徴として犯罪者の更生に携わり、またあるいは密偵組織、秘密警察の神としても知られる。
ディーゾーラ（Queen Deezola）
元は小国の女王であり、チャラーナ・アローイ高位の癒し手でもあった。女王時代カルマニア帝国からの侵略に対抗するため赤の女神復活の儀式を計画実行し、復活後はルナー帝国の建国繁栄に尽力した。帝国内の治療院などでよく崇拝される。
ティーロ・ノーリ（Teelo Norri）
赤の女神の再誕に際し、その寄坐として命をささげた無垢なる乙女。神格化してからは孤児院や救貧院など社会的弱者を庇護する女神として知られている。
待つ女（She Who Waits）
七母神の中に数えられてこそいるものの、殆どの者はその理由など詳しいことを知らない。この点はプレイヤー等も同様だったが、グレッグ・スタフォードにより「弱体化していた赤の女神自身」であったことが言及されている。
エティーリーズ（Etyries）
交易の女神。七母神同様もともとは定命の人間でイサリーズの女祭。
フワーレン・ダールシッパ（Hwarin Dalthippa）
征服の乙女。
月の息子の霊感
赤の女神の現世での化身とされる大英雄、半神たち。過去の霊感たちはそれぞれ帝国に多大な貢献をして神の座に迎えられている。現在の『霊感』は4体目にあたる『剃刀の』ジャ・イール(Jar Eel the Razoress)
グラマー
『月の息子の第一の霊感』。ルナー帝国帝都グラマーの守護女神。
ヤーラ・アラーニス
『月の息子の第二の霊感』。『昇月の女神』としても知られ、帝国全域を守護する魔術結界『グローライン』を維持するための魔術的焦点である『昇月の寺院』をつかさどる女神である。
ホン・イール
『月の息子の第三の霊感』。『踊り子』。帝国に攻め入った侵略者を撃退し、入植地にトウモロコシを広めたことでトウモロコシの女神としても知られる。
ジャ・イール“剃刀の”
ルナー皇室の一家にして、魔道科学者たちの一門であるイール・アリアッシュ家に生まれた、何世代にもわたり計算されつくされた交配の結果生まれた女性英雄。
一人で数百人の兵士に対抗できる実力を持ち、「友好的で明るく、知的で美しく、神聖にして恐ろしい」と味方であるルナー高官たちからも畏怖される立場にある。

## 帝国の神々
ルナー帝国はグローランサ北方のジェナーテラ大陸中央部ペローリア、ダラ・ハッパ地方にそれまで存在した太陽/イェルム崇拝のダラ・ハッパ帝国の皇統を赤の皇帝が継ぐ形で成立した。また赤の女神の教えと帝国の支配を受け入れる限りにおいて土着の信仰や以前の支配者の自治についても寛容な政策を敷いてきたため、太陽神殿や地方主要神信仰が今も根強く残っている。
イェルム
太陽神にして宇宙の皇帝。ダラ・ハッパ帝国皇統の皇祖神。神代に嵐の神殿の主神オーランスによって殺害されたことから嵐の神殿との確執が根深く、赤の皇帝が皇位の禅譲を受けることが出来たのもそのあたりの経緯からと言われる。ルナー帝国内では「良い神」とされており、子の一人であるイェルマリオを信仰する傭兵も受け入れている。
ペラ（ペローラとも）
小麦の女神。ペローリア地方の農民の守護者。グローランサにはその地方ごとにその地に因んだ『穀物の女神』たちが居り、その女神独特の穀物を司っている。
ローリアン
天空の大河（天の川）の神。かつて天空（火の神々の領域）に攻め込んだ強壮な水の神。ペローリアの地名はペラの大地にローリアンの注ぐところ、という意味を持つ。

## 敵対する神々
オーランス
嵐を司る蛮族（オーランス人）たちの主神。中空の支配権、混沌の存在の是非等多くの面にて赤の女神と敵対関係にある。ルーンクエスト第三版のゲーム内における現在（太陽暦1621年）帝国はペローリア地方におけるオーランス人最後の拠点ホワイトウォールを陥落させる寸前にまで到達しており、かつて帝国に滅ぼされたサーター王国のアーグラス王子と、その盟友ハレックらによる反撃の開始によって引き起こされる英雄戦争がルーンクエスト、ボードゲーム“ドラゴンパス”、架空の歴史書として出版された“グローランサ年代記”の最大の焦点となっている。
アルドリア
エルフと植物、特に処女林の女神。かつてリスト、エリギア地方にあった広大なエルフの森林を帝国が植民政策の一環として焼き払ったことから、エルフたちアルドリアミと帝国は深刻な確執関係にある。
フマクト
七母神の一人であるヤーナファル・ターニルズが、神格化する前にフマクトのカルトを裏切って赤の女神の側についた経緯から、フマクト側からは「裏切り者」「不倶戴天の敵」とされ、絶対的な敵対関係にある。